# Comuna Vladîslavivka, Mlîniv
Vladîslavivka (în ucraineană Владиславівка) este o comună în raionul Mlîniv, regiunea Rivne, Ucraina, formată din satele Honcearîha, Ivanivka, Kosareve, Novoselivka, Uleanivka și Vladîslavivka (reședința).

## Demografie
Componența lingvistică a comunei Vladîslavivka
     Ucraineană (99,28%)
     Alte limbi (0,72%)
Conform recensământului din 2001, majoritatea populației comunei Vladîslavivka era vorbitoare de ucraineană (99,28%), existând în minoritate și vorbitori de alte limbi.